# Nero Wolfe

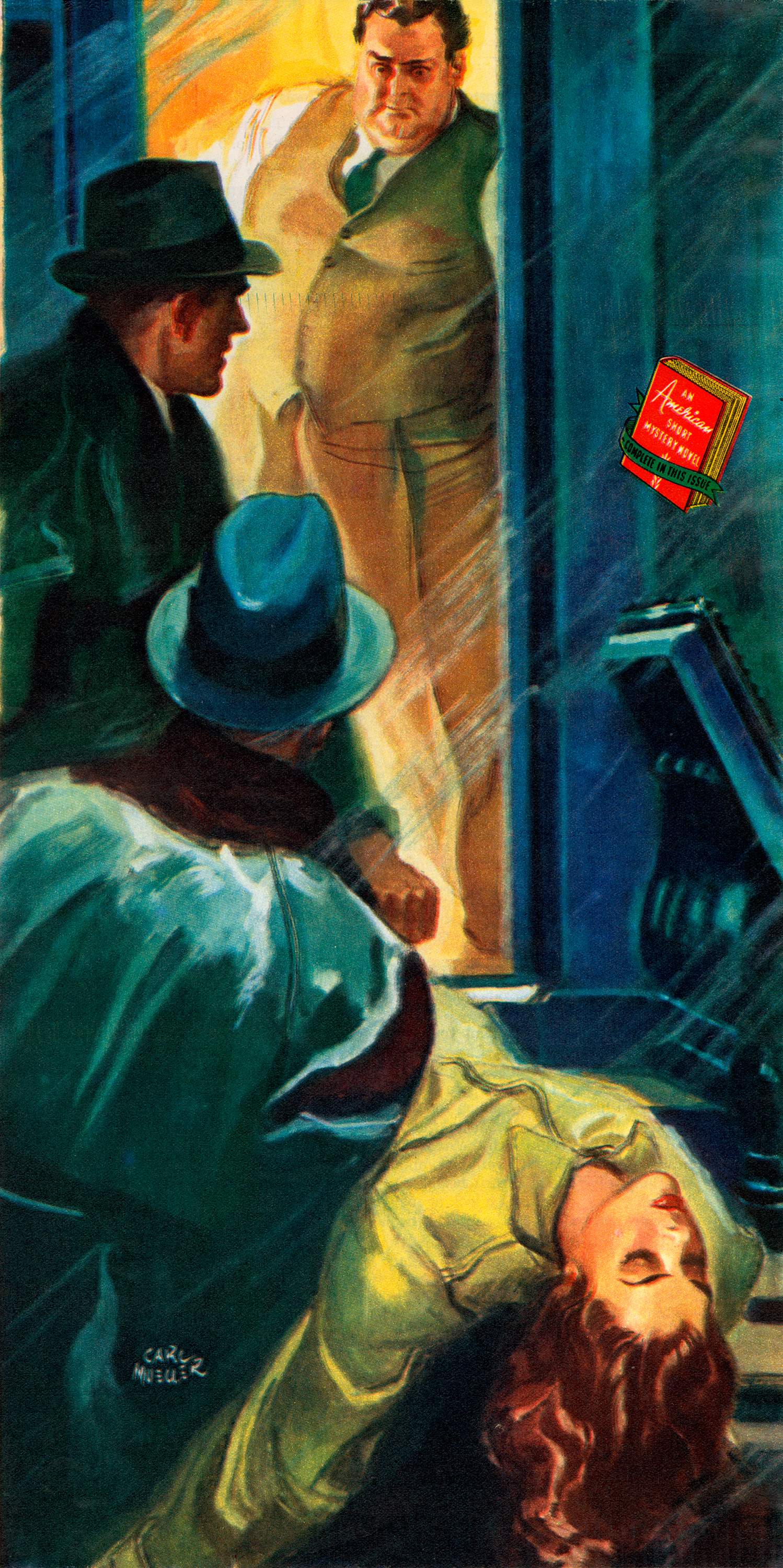
Ilustração da edição de novembro de 1940 de "Bitter End", do autor Rex Stout na The American Magazine. O personagem Nero Wolfe aparece à porta.

Nero Wolfe é um personagem de literatura criado pelo escritor estado-unidense Rex Stout. Ele é um detetive privado, e sua primeira aparição aconteceu no livro Picardia Mortal (Fer - de-Lance, no original), de 1934. Antes o personagem fora lançado em fascículos pelo jornal The Saturday Evening Post.
Archie Goodwin, o ativo e intrépido personagem assistente de Wolfe e o responsável por buscar as pistas para que Wolfe resolva os intricados mistérios sem sair de casa, e que faz o narrador nos livros, registrou que o detetive aparece em 33 novelas e em 39 contos, escritos entre os anos 30 e os anos 70, e a maioria dos casos acontecendo na cidade de Nova Iorque. Os livros e contos foram publicados em 22 idiomas.
O escritor Robert Goldsborough tentou reviver Nero Wolfe nos anos 80, mas não obteve sucesso.

## Características do personagem
Nero Wolfe é um homem excêntrico e possuidor de uma inteligência incomum. É obeso, com aproximadamente 130 kg (Archie Goodwin cita o peso de Wolfe como sendo "um sétimo de tonelada"), odeia caminhar, é inimigo declarado dos exercícios físicos, é um bebedor de cerveja, tem um chef a seu dispor, e seus passatempos prediletos são leitura, culinária gourmet e cuidar de orquídeas. Não corre atrás dos maus em becos escuros, não usa os punhos e não porta arma na hora do perigo. Raramente sai de casa e nunca para trabalhar.
Seus mandamentos, sempre respeitados, são:
1. Todos precisam vir até ele;
2. Jamais falar de trabalho enquanto come;
3. Nunca ser interrompido enquanto está com Theodore Horstmann, seu jardineiro, cuidando de suas preciosas orquídeas;
4. Ter um encontro diário e reservado com seu chef, Fritz Brenner para decidir o cardápio do dia.

Todas essas regras foram quebradas quando Marko Vukic foi assassinado.

## Nero Wolfe no cinema
- Meet Nero Wolfe, filme de 1936, com Edward Arnold como Nero Wolfe, e Lionel Stander como Archie Goodwin.
- The League of Frightened Men, filme de 1937, com Walter Connolly como Wolfe, e novamente Lionel Stander como Goodwin.

## Nero Wolfe na televisão
O personagem também apareceu em diversas séries de televisão (e rádio). Em 1981, Nero Wolfe, representado por William Conrad, deu título a uma série de 14 episódios, produzida pela Paramount Television, e transmitida pela NBC, e que foi indicada para dois prêmios Emmy.
Em 2001 foi iniciada uma série televisiva com Maury Chaykin no papel de Nero Wolfe, e Timothy Hutton representando Archie Goodwin. Esta série, sob o título genérico A Nero Wolfe Mystery, foi produzida pela A&E, que transmitiu 29 episódios em duas temporadas, tendo sido indicada para quatro prêmios de diversas instituições. 